# Cleise Mendes
Cleise Furtado Mendes (Rio de Janeiro, 24 de agosto de 1948) é uma professora, escritora e dramaturga brasileira,  imortal da Academia de Letras da Bahia, Cadeira 6,  doutora em Letras, Linguística e Literatura pela Universidade Federal da Bahia, onde é professora.

## Biografia
Professora de dramaturgia na Escola de Teatro da UFBA,  Cleise é pesquisadora do CNPQ e estreou como dramaturga em 1975, com o musical Marylin Miranda.
Parte de sua dramaturgia encontra-se publicada, como: Lábaro Estrelado, Bocas do Inferno, O Bom Cabrito Berra, Castro Alves, Marmelada: Uma Comédia Caseira, Noivas (SECULT, 2003). Recebeu o Troféu Martim Gonçalves de Melhor Texto por A Terceira Margem (1981), o Troféu Bahia Aplaude de Melhor Autor pela peça Castro Alves (1994) e o Prêmio Braskem de Teatro, de Melhor Autor, por Joana d’Arc (2010).
Como teórica e ensaísta, publicou A gargalhada de Ulisses: a catarse na comédia (São Paulo: Perspectiva, 2008 – Indicado ao Prêmio Jabuti na categoria Teoria e crítica literária), As Estratégias do Drama (Salvador: EDUFBA, 1995) e Senhora Dona Bahia – Poesia Satírica de Gregório de Matos (Salvador: EDUFBA, 1996), além de inúmeros artigos em periódicos sobre dramaturgia, teatro, literatura dramática.
Em 16 de abril de 2004, tomou posse como imortal da Cadeira 6 da Academia de Letras da Bahia.